# Fiona Dourif
Fiona Dourif (Woodstock (New York), 30 oktober 1981) is een Amerikaanse actrice.

## Biografie
Dourif werd geboren in Woodstock (New York) als dochter van Brad Dourif, en heeft een zus.

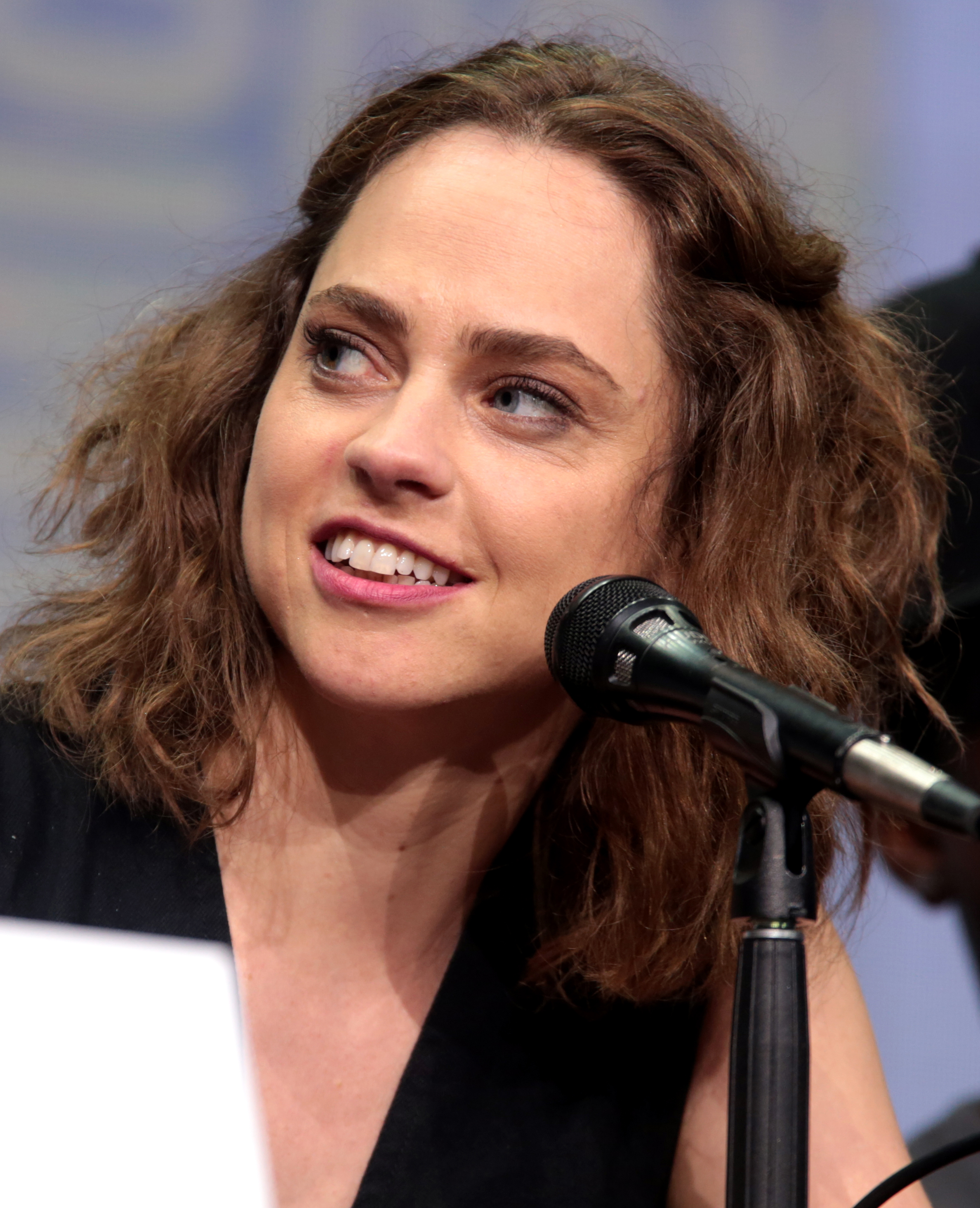
Fiona Dourif (2017) op
San Diego Comic-Con International

## Filmografie

### Films
Uitgezonderd korte films.
- 2022 Dangerous Words from the Fearless - als Ruth
- 2022 Don't Look at the Demon - als Jules
- 2021 Red Bird Lane – als Mikki
- 2021 The Shuroo Process – als Parker Schafer
- 2021 Dangerous Words from the Fearless – als Ruth
- 2020 Tenet – als Wheeler
- 2017 Cult of Chucky – als Nica Pierce
- 2017 Safe – als Brenda
- 2016 The Medium – als Jules
- 2016 Late Bloomers (The Chloe & Sage Chronicles) – als Clementine Callaghan
- 2016 Her Last Will – als Iona Cotton
- 2016 Enclosure – als Dana
- 2016 Blood Is Blood – als Brie
- 2016 Chasing Gold – als Judy
- 2016 Mafiosa – als Samantha Hunter
- 2014 Gutshot Straight – als Gina
- 2014 Fear Clinic – als Sara
- 2013 Curse of Chucky – als Nica Pierce
- 2012 The Master – als danseres
- 2011 Letters from the Big Man – als Penny
- 2010 After the Fall – als Annie Tolgen
- 2010 Mafiosa – als Samantha Hunter
- 2009 The Messenger – als terugkerende soldatenvrouw
- 2009 Frank the Rat – als Lisa
- 2008 Garden Party – als Becky
- 2006 Little Chenier – als Jo Jo

### Televisieseries
Uitgezonderd eenmalige gastrollen.
- 2021-2024 Chucky – als Nica Pierce/Chucky - 12 afl.
- 2018-2021 The Blacklist – als Lillian Roth – 10 afl.
- 2021 The Stand – als Rat vrouw – 4 afl.
- 2020 Utopia – als Cara – 3 afl.
- 2018 The Purge – als goede leider Tavis – 5 afl.
- 2017 When We Rise – als jonge Diane Jones – 4 afl.
- 2016–2017 Dirk Gently's Holistic Detective Agency – als Bart Curlish – 15 afl.
- 2011 True Blood – als Casey – 8 afl.
- 2006 Thief – als Alice – 4 afl.
- 2005 Deadwood – als Chez Ami Whore – 3 afl.

- Biblioteca Nacional de España: XX5377727
- Bibliothèque nationale de France: cb16737835c (data)
- International Standard Name Identifier: 0000 0004 2015 2343
- Library of Congress Control Number: no2013119183
- Nationale Bibliotheek van Tsjechië: xx0219227
- Système universitaire de documentation: 231642083
- Virtual International Authority File: 305374938
- WorldCat: E39PBJrwQ3QQb4rdWr9gbHKGHC